# 麹嘉
麴 嘉（きく か、生没年不詳、在位501年頃 - 525年頃）は、高昌国の王。字は霊鳳。金城郡楡中県を本貫とする漢人の後裔。

## 概要
496年頃、馬儒が高昌王として立つと、麴嘉はその下で右長史となった。501年頃、馬儒を殺して即位した。承平と元号を立てた。510年頃には義熙と改元している。
はじめ柔然に従った。柔然の伏図が高車のために殺されると、麴嘉は高車に従った。焉耆の国人が嚈噠（エフタル）から自立したいと願って麴嘉に王となることを請うた。麴嘉は次男を派遣して焉耆王とした。508年、麴嘉は兄の子の麴孝亮を洛陽に派遣した。その後幾度か北魏に朝貢し、延昌年間に持節・平西将軍・瓜州刺史に任ぜられ、泰臨県開国伯・高昌王に封ぜられた。麴嘉の死後、北魏は鎮西将軍・涼州刺史の位を追贈した。